# Pangaio
Pangaio (in greco Παγγαίο?, in bulgaro: Kušnitsa, Кушница) è un comune della Grecia situato nella periferia della Macedonia orientale e Tracia (unità periferica di Kavala) con 31.644 abitanti secondo i dati del censimento 2001
È stato costituito a seguito della riforma amministrativa detta Programma Callicrate in vigore dal gennaio 2011 che ha abolito le prefetture e accorpato numerosi comuni.